# Tezze di Piave
Tezze di Piave è una frazione del comune di Vazzola, in provincia di Treviso.

## Origini del nome
Il toponimo è molto diffuso nel Nordest ed è legato al mondo rurale: deriva dal latino attegia "capanna", attraverso il veneto locale tieda "tettoia", "fienile". La moderna forma le Tezze compare però solo nel 1558 in una mappa di Cristoforo Sabbadino.

## Storia
Le origini di Tezze sono molto antiche e vanno inserite nel contesto di un'area rurale nell'orbita della antichissima città di Oderzo, tanto importante che il Passi nel 1556 definì antichissima città de' veneti, delle principali che fondarono l'inclita città di Venetia. Durante l'epoca romana imperiale tale area, l'agrum di Opitergium, venne suddivisa in centurie, ovvero appezzamenti di terreno di dimensioni piuttosto regolari che venivano consegnati alle famiglie dei legionari al termine del loro servizio affinché potessero vivere e sostentarsi. Si possono ancora notare le tracce di un appoderamento quadrangolare di 710 m di lato.
L'insediamento in queste zone fu favorito dalla relativa vicinanza ai guadi del Piave e dal passaggio della strada Opitergium-Tridentum che nelle vicinanze incrociava la via Ungaresca, la via Claudia Augusta Altinate e la via Postumia. Sembra quasi voler ricordare questa antica "paternità" di Oderzo nei confronti del paese una colonna romana, rinvenuta nel 1772 durante gli scavi nell'area del "Foro di Opitergium" (attuale Piazza del Popolo di Oderzo) e poco dopo fatta collocare presso Borgo Malanotte dal nobile Pietro Antonio Malanotte lungo la strada che ben presto prese il nome di "via della Colonna".
Grazie alla sua vicinanza ad importanti vie di comunicazione, Tezze fu nei secoli successivi una località di transito, con un continuo viavai di mercanti, soldati e pellegrini.
Nel medioevo subì l'invasione dei longobardi, le cui tracce si possono trovare in molti toponimi della zona: il termine Vare pare derivi dal germanico Waren che significa "terreno lasciato riposare (maggese)". Nel 1233 il paese è citato come Tezzae de Plavi e in altre carte topografiche antiche assume la denominazione di Contrata Tezzarum. Successivamente seguì le sorti del comune di Treviso, assieme alla maggior parte dei paesi della Marca, passando infine definitivamente sotto il dominio della Serenissima nel 1388.
Nella cartografia del Cinquecento Tezze (o Le Teze) è un nucleo abitativo composto da una quarantina di case, 400 abitanti. Dopo la caduta della Repubblica di Venezia per opera di Napoleone e l'annessione del Veneto al regno d'Italia nel 1866, fu dichiarata frazione del comune di Vazzola, quale è tuttora.

### La Grande Guerra
La località di Tezze fu gravemente danneggiata durante la Grande Guerra per la vicinanza al fronte del Piave: dopo lo sfondamento del fronte isontino da parte delle truppe austro-tedesche avvenuto il 27 ottobre 1917 con la Battaglia di Caporetto, il paese si ritrovò all'improvviso in territorio nemico e vicinissimo alla linea di fuoco dell'artiglieria italiana.
Testimonianze raccontano che "L'invasione a Tezze ebbe inizio il 9 novembre 1917. Le prime truppe furono germaniche, e poi tutto il paese in pochi giorni fu letteralmente invaso da un'ondata immensa di soldati e di mezzi di guerra austriaci. La maggior parte della popolazione del centro del paese fuggì profuga poco prima o all'ultimo momento, al di là del Piave nelle terre italiane non occupate; mentre la popolazione rimasta, salvo piccolissima eccezione, fu internata nella zona di occupazione nemica, verso il Friuli, al di là del Monticano." Il parroco don Angelo Pedron lasciò il paese con tre camion di profughi diretti a Macerata, passando alle 4 del mattino sul ponte della Priula, prima che fosse fatto saltare.
Il paese in seguito all'occupazione austriaca subì furti e saccheggi da parte dei militari; la chiesa e la casa canonica furono gli edifici che subirono i danni maggiori: quest'ultima "fu subito occupata e spogliata di tutto. Alla fine ebbe rovinato il tetto, demolite le travi, rotti i pavimenti, tolti gli scuri dalle finestre, le porte. L'archivio parrocchiale fu distrutto: furon potuti salvare i principali registri canonici." Borgo Malanotte diventa un avamposto austroungarico. Sulla porta dell'osteria il comando austriaco fa affiggere manifesti con le disposizioni per la popolazione.
Il 22 maggio 1918 fu il giorno della 32ª vittoria di Francesco Baracca. Volando insieme al sergente D'Urso egli trovò un caccia nemico ad alta quota sopra Cimadolmo e, in breve tempo, lo mandò a infrangersi al suolo a sud del borgo Malanotte. Così Baracca scrisse alla famiglia: "...Ieri alle 9.50 ho abbattuto il mio 32° apparecchio nemico, un caccia che faceva parte di una pattuglia di 6 apparecchi. È caduto in fiamme a Borgo Malanotte, oltre il Piave, in direzione delle Grave di Papadopoli. Non ho tempo di scrivere a lungo. Un bacio a te ed a papà."
Il 27 ottobre 1918, ad appena tre giorni dall'inizio dell'offensiva che verrà ricordata come "Battaglia di Vittorio Veneto", il XIV corpo d'armata del generale inglese Babington e l'XI corpo italiano del generale Paolini riuscirono a raggiungere la riva sinistra del Piave presso le Grave di Papadopoli. La 7ª divisione Britannica si spinse verso Tezze e Borgo Malanotte dove incontrò un'ultima disperata resistenza da parte di truppe austriache prima della capitolazione.
Testimonianza degli eventi di quel periodo è il cimitero degli Inglesi, che raccoglie le salme di 356 soldati (di cui uno canadese). Presso il borgo Malanotte è conservata una trincea della Prima Guerra Mondiale, aperta al pubblico in occasione della festa che qui si svolge nel mese di giugno. Inoltre il Borgo Cristo deve la sua denominazione alla presenza di un Crocifisso consegnato ad una famiglia del luogo da un cappellano militare austro-ungarico.

## Monumenti e luoghi d'interesse

### Borgo Malanotte

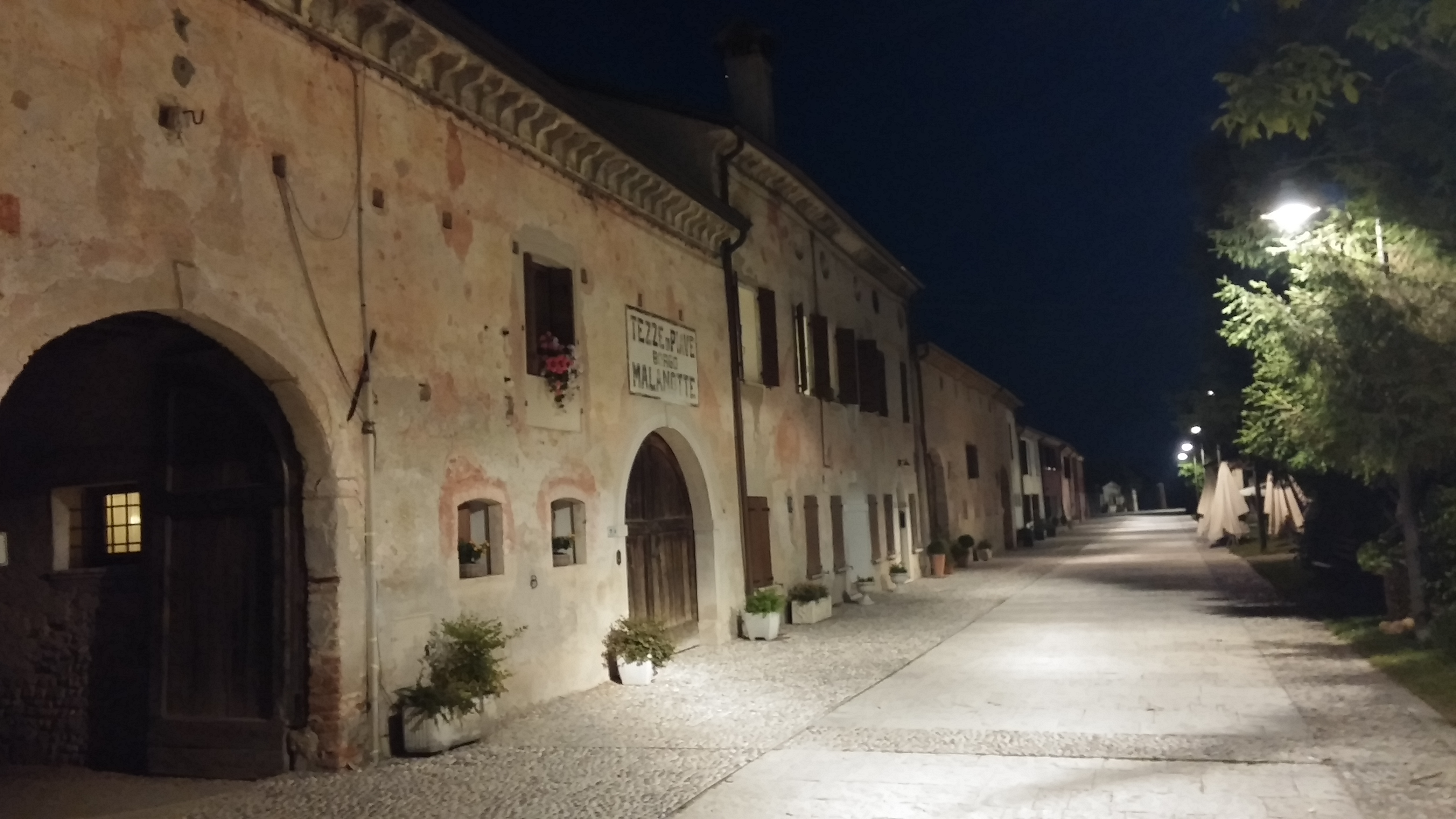
Veduta notturna del Borgo

#### Le origini
Il nome del borgo deriva da quello di un'antica famiglia di mercanti di lana originari di Caldès, in Val di Sole (Trentino): i "Malanotti", o "Malenotti". Il nome sta a ricordare una leggenda popolare, quella della "notte dell'orso": un cavaliere inseguito da un orso nel bosco non trova altra via di salvezza che rifugiarsi su un albero in attesa del giorno. Ed è una notte di paura, di terrore, con l'orso che non si allontana dai piedi dell'albero. Verso la metà del Seicento un ramo della famiglia si trasferisce a Venezia e, nel 1670, acquista i primi terreni e case a Tezze di Piave. Negli anni successivi vi viene iniziata la costruzione della Villa del Borgo, utilizzando e ampliando i fabbricati preesistenti con a fianco le abitazioni dei coloni, le stalle e i granai, posti lungo la strada su tre schiere o file parallele. Nel 1695 il Borgo è oramai ultimato, come testimonia una lapide posta sulla Chiesetta.
Prima dell'arrivo dei Malanotte è documentata la presenza di un antico nucleo abitativo risalente al XV secolo, formato da un gruppo di fabbricati, con un muro di cinta e una Torre di guardia e difesa. Questa Torre, ben evidente anche in una mappa del 1605, fa ipotizzare una più lontana origine quale luogo fortificato posto sulla via che conduceva al Guado di Lovadina, noto attraversamento del Piave risalente a tempi molto remoti, frequentato fin dal Medioevo da Mercanti, Uomini d'arme, Cavalieri e Pellegrini.
Durante i duecento anni di presenza dei Malanotte nel Borgo abitavano circa 250 persone, distribuite in una trentina di famiglie formate da coloni e da artigiani, costituendo una unità agricola e produttiva autonoma con fabbri, falegnami, carrettieri e carpentieri; il Borgo disponeva anche di una Filanda e di una Cantina per la produzione del vino, affermatosi oltre i confini locali.
I Malanotte si estinsero alla fine del 1800 e le loro proprietà vennero acquisite dalla famiglia Zacchi che ne rimase in possesso fino al 1977 quando la villa passò per eredità all'attuale proprietario Dr. Rossi De Rubeis. Le abitazioni del Borgo vennero invece cedute ad alcuni vecchi coloni che scelsero di rimanere.
Di fronte all'antico Borgo è tuttora possibile vedere, percorrendo "via Colonna", un antico cippo marmoreo d'epoca romana. La bianca colonna che fa da sentinella al Borgo proviene da Oderzo ed è stata qui collocata da Pierantonio Malanotte nel 1776: alla sommità una statua acefala, probabilmente di un nobile ambasciatore romano, che reca in mano un rotolo con le sue credenziali.

#### Il Borgo oggi
Fra gli altri elementi di spicco presenti nel Borgo ci sono: la Villa con le sue pertinenze, il capitello, la "tièda" stazione dei cavalli, gli affreschi, i portici e la trincea della Grande Guerra.
Il Borgo Malanotte, rimasto integro per oltre 300 anni, è iscritto fra i Centri Storici del Veneto ed è inserito nell'Atlante dei luoghi di interesse storico della Provincia di Treviso; il complesso del "Borgo Malanotte con villa Zacchi" è dichiarato "di interesse particolarmente importante", sottoposto con decreto alla tutela dei beni di interesse storico-artistico.

Ogni anno presso il Borgo si tengono diverse manifestazioni di vario genere: dagli eventi storico-culturali come "Cose dei Tempi Antichi" nei due primi fine settimana di giugno al tradizionale Panevin la sera del 5 gennaio.

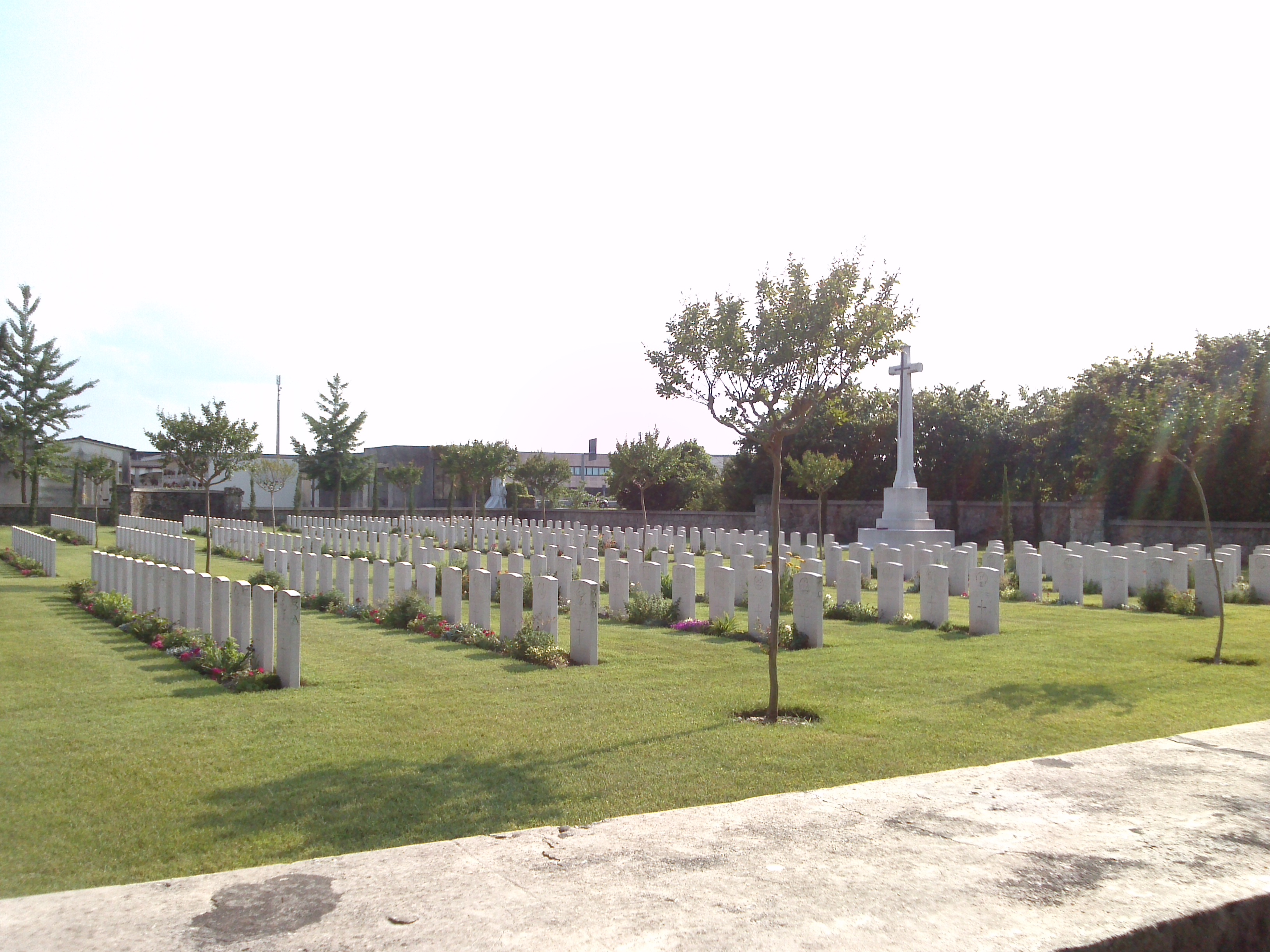
Veduta del British Cemetery

### Cimitero Britannico
Il cimitero custodisce le spoglie di 355 soldati del Commonwealth. La sua costruzione risale al 1920 quando lo Stato Italiano concesse a quello del Regno Unito un luogo per poter seppellire e commemorare gli uomini uccisi durante le operazioni decisive della Battaglia Finale, quando i reggimenti d'oltremanica, della 7ª e della 23ª Divisione, affiancarono quelli italiani nel nevralgico settore compreso tra Salettuol e Palazzon, a sud-est del Montello.
Venne realizzato dal Commonwealth War Graves Commission su progetto dell'architetto Sir Robert Lorimer. Il suo aspetto rispecchia i tipici canoni estetici dei cimiteri di guerra inglesi, con un prato verde su cui si ergono le lapidi bianche disposte in file ordinate. Ogni lapide riporta il grado, il nominativo, il reparto di appartenenza, l'età e la data della morte del caduto. Su alcune stele si possono leggere brevi epigrafi dettate dai familiari del caduto. Vi è poi un simbolo che ricorda l'appartenenza religiosa del defunto: la stella di David per i pochi appartenenti alla religione ebraica e la croce per i cristiani. Di fronte all'entrata svetta maestosa una grande croce in marmo, posta su un alto podio, fregiata di un altorilievo di bronzo a forma di spada, forgiato con i cannoni austriaci.

### Chiesa parrocchiale

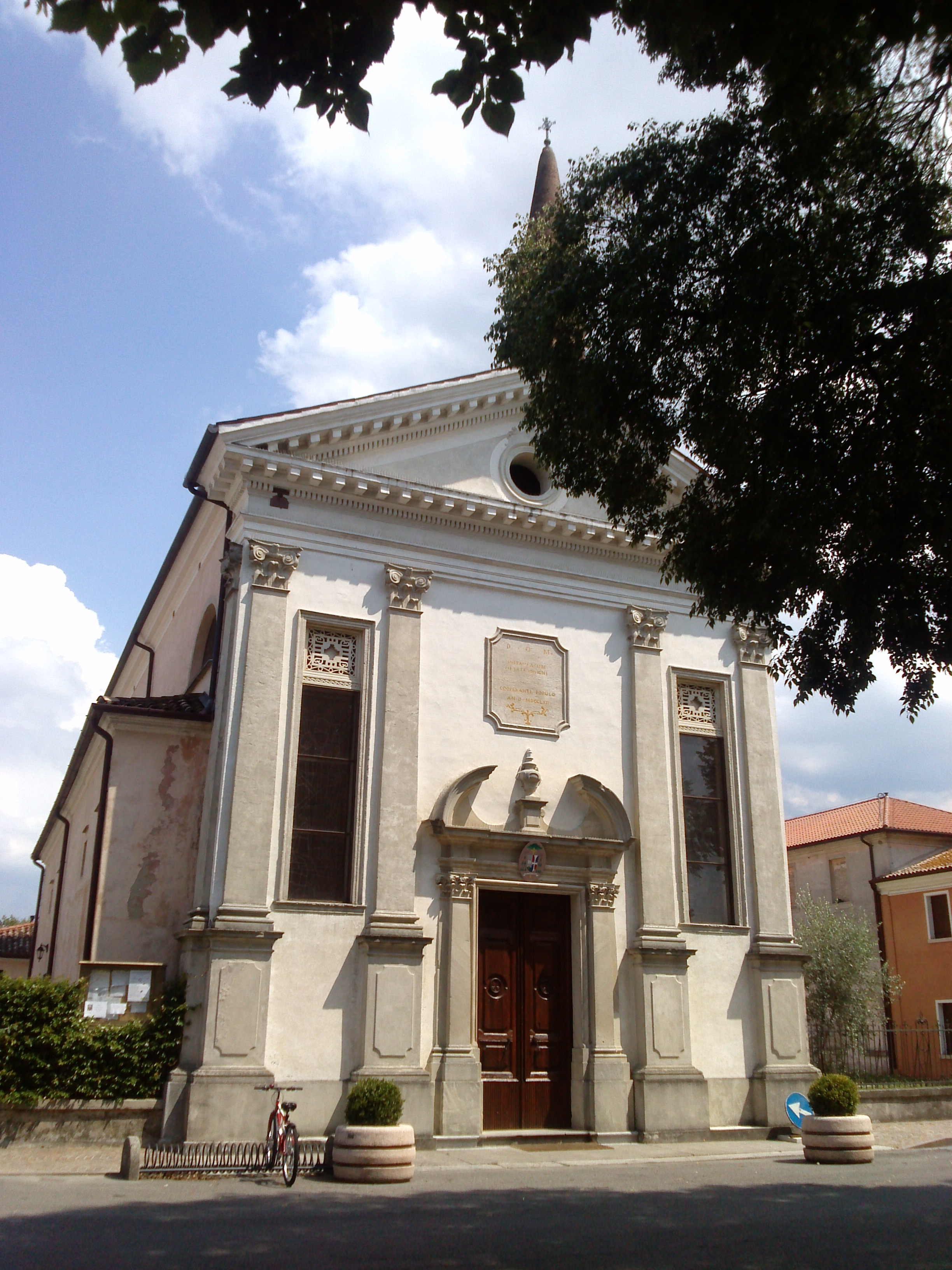
La chiesa di Tezze vista dalla piazza del paese

In origine Tezze faceva riferimento alla pieve di Vazzola: i lavori per la costruzione della chiesa del paese iniziarono solo nel maggio del 1588, dopo la benedizione della prima pietra da parte del vescovo Marcantonio Mocenigo. Nel giugno 1589, dopo nemmeno un anno, era già terminata e fu stabilito di dedicarla a S. Francesco d'Assisi. Sorse su un terreno offerto dalla Repubblica di Venezia, di proprietà comunale, ed intorno si costruì un muro di cinta.
Fu ricostruita a partire dal 1922 su progetto di Luigi Candiani, per poi essere consacrata la notte di Natale del 1926.
All'interno della chiesa sono conservate le reliquie di un San Gregorio martire rinvenute nelle catacombe di Roma.

### Alberi monumentali
In via Borgo Tonini, nel giardino di un'abitazione privata, è possibile ammirare un esemplare secolare di Sofora del Giappone "piangente" (Sophora japonica "Pendula"), caratterizzata da rami principali contorti e rami secondari pendenti. Tale pianta è stata riconosciuta quale "albero monumentale" (codice TV 177) tramite D.G.R. n. 20 del 15.05.2012 ed è pertanto soggetta a rigide norme di tutela.
Di fronte alla chiesa in piazza dei Tigli si trova un maestoso esemplare di Bagolaro (Celtis australis), chiamato nel dialetto locale "Pisoèra". Negli anni ha subito alcuni interventi di messa in sicurezza che hanno portato a supportare alcuni rami principali mediante dei tiranti. Sebbene parzialmente immerso nella voluminosa chioma dei tigli adiacenti, resta da generazioni un punto di riferimento per tutta la comunità.

### L'antica Bellussera
La "Bellussera" o "sistema a raggi" o "sistema Bellussi" è una forma di coltivazione della vite messa a punto dai fratelli Antonio Matteo e Girolamo Bellussi di Tezze di Piave alla fine dell'800. I principi basilari furono teorizzati già dal padre Donato Antonio prima della sua morte nel 1876, ma fu solamente nel 1878 che i due fratelli Bellussi acquistarono un podere denominato "Spezze" sito nella località "Vare" e "Contesse" di Tezze di Piave, impiantando le viti seguendo un sistema inedito ed innovativo. Collegando tra loro i tutori di legno (scarazze) dello stesso filare con quelli del filare adiacente tramite fili di ferro fu possibile massimizzare l'esposizione solare di foglie e grappoli ed incrementare di conseguenza il profitto per unità di superficie. Va ricordato a tal proposito che era usanza "maritare" le viti con gelsi od altri alberi da frutto, così da ricavare dalle vigne una produzione secondaria a beneficio del reddito famigliare. Il sistema venne più volte modificato e perfezionato nel corso degli anni con l'obiettivo di ridurre i costi e la manodopera necessaria.
Grazie agli studi della Scuola Enologica di Conegliano la Bellussera si diffuse in tutto il mondo, soprattutto Francia e Stati Uniti, diventando in patria la forma di allevamento per antonomasia del Raboso Piave.
Esigenze legate alla progressiva meccanizzazione della coltura hanno portato negli ultimi anni ad un lento abbandono di questa tecnica di allevamento, a favore dei vari sistemi a filare. Ne persistono tuttora validi esempi sparsi per le campagne della Marca Orientale, tra cui merita particolare menzione l'antica Bellussera maritata a gelsi piantata nel 1921 nella campagna tra Tezze di Piave e S. Michele di Piave ed ancora oggi coltivata secondo tradizione.